# Assistência Médica Internacional
Assistência Médica Internacional (Portugiesisch für: „Internationale Medizinische Unterstützung“) ist eine internationale Organisation für medizinische Nothilfe aus Portugal. Die private Hilfsorganisation wurde 1984 gegründet und leistet vor allem medizinische Nothilfe in Krisen- und Kriegsgebieten.
Sie finanziert sich durch Spenden und Erbschaften, zudem durch öffentliche Zuwendungen und Erlöse u. a. aus Dienstleistungen und dem eigenen Online-Shop (Merchandising, Bücher u. a.). Das Jahr 2016 schloss AMI mit einem positiven Nettoergebnis von 835.933,19 € ab, bei einer Bilanzsumme von 37,42 Mio. Euro.

## Geschichte
Der portugiesische Chirurg Fernando Nobre wuchs in der damaligen portugiesischen Kolonie Angola auf und lebte ab 1964 in der Republik Kongo. Danach ging er nach Brüssel, wo er Medizin studierte und nach seiner Promotion als Chirurg und Urologe am Universitätskrankenhaus Brüssel arbeitete. Parallel wurde er, insbesondere in den 1970er Jahren, für die Ärzte ohne Grenzen tätig und hatte dabei weltweit Einsätze.
1984 gründete er in Portugal die AMI, zum einen, um auch das Potential der portugiesischen Ärzte und Gesellschaft für die internationale Hilfe wirkungsvoller zu nutzen, und zum anderen, um seine bisherigen Erfahrungen auch in bisher noch vergleichsweise wenig beachteten Regionen anzuwenden, insbesondere den portugiesischsprachigen Staaten Afrikas, die erst nach dem Ende des Portugiesischen Kolonialkriegs 1974 unabhängig geworden waren.
Nach seinem Umzug nach Portugal 1985 intensivierte Nobre die Arbeit der AMI.

## Einsatzgebiete

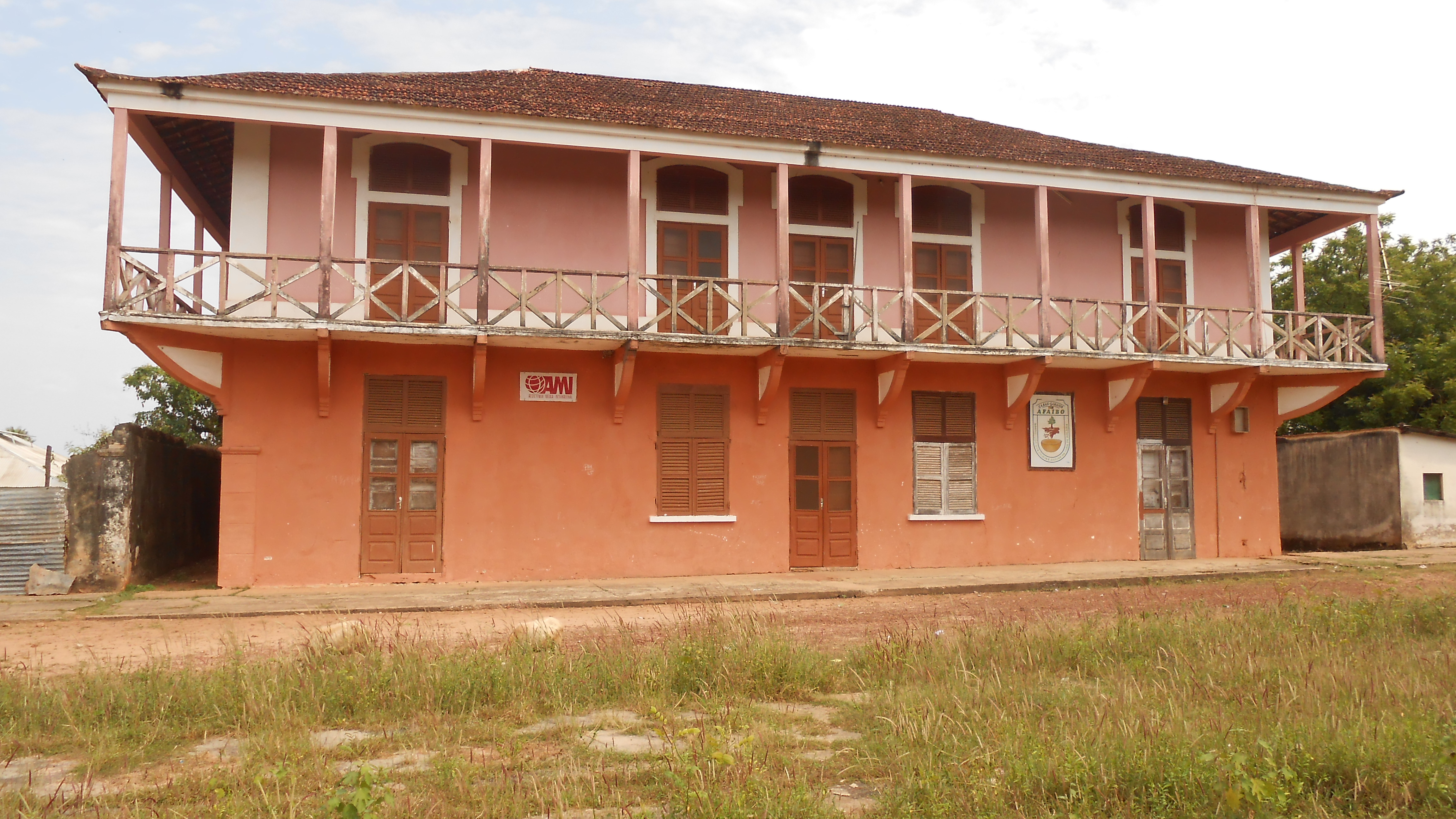
AMI-Niederlassung in Bolama (Guinea-Bissau)

Zu den Schwerpunkten der AMI-Arbeit zählen das von der internationalen Hilfe immer seltener bedachte Guinea-Bissau, das wiederholt tief erschütterte Haiti, der Irak, der Niger, Nepal und Sri Lanka.
In Europa wurde Rumänien nach dem Ende des Eisernen Vorhangs 1989 ein Schwerpunkt. Seit 1994 wurde auch Portugal selbst ein Tätigkeitsgebiet der AMI, insbesondere im Zuge der harten Austeritätspolitik mit starken sozialen Einschnitten und der folgenden Verarmung eines großen Bevölkerungsteils nach der Eurokrise 2010.
Insgesamt wurde die AMI bislang in 77 Staaten tätig, davon 29 in Afrika, 17 in Amerika, 15 in Asien und Ozeanien, 9 in Europa und 7 im Mittleren Osten.